# 西平良将
西平 良将（にしひら よしまさ、1973年〈昭和48年〉2月17日 - ）は、日本の政治家。鹿児島県阿久根市長（4期）。

## 来歴
鹿児島県阿久根市の養鶏農家に生まれる。九州大学農学部を卒業後、生家が経営する西平養鶏を経て、「有限会社グリーン・ポートリーガーデン」を設立し、同社代表取締役に就任した。
阿久根市では、竹原信一が市長に就任した2008年以降、竹原の市政運営により市政が混乱し、様々な問題が発生していた。特に、2009年11月の障害者に対する差別発言に対しては、長男が脳性麻痺で肢体不自由であるため、強く反発した。2010年1月、反竹原市長系グループの「阿久根の将来を考える会」の発足に参加し、竹原の解職請求（リコール）を求める運動を始めた。同年8月、「阿久根市長リコール委員会」の監事に就任し、9月19日、リコールが成立した場合は阿久根市長選挙に出馬する意向を表明した。
竹原は2009年に阿久根市議会で不信任決議を可決されて失職し、出直し市長選挙で再選されていた が、2011年、竹原に対するリコールが成立し、再び失職。リコール成立を受けて行われた出直し市長選挙に無所属で立候補し、竹原を864票の僅差で破り、初当選した。1月17日、市長不在の状態が続いていた阿久根市役所に初登庁し、正式に阿久根市長に就任。同日、竹原前市長が専決処分により副市長に選任させた元愛媛県警巡査部長の仙波敏郎が辞任する意向を表明した。仙波の副市長への選任をはじめ、竹原市長による専決処分について、違法性の高いものは見直す考えを示し、辞意を表明していた仙波副市長を即日、解任した。
2014年12月21日執行の阿久根市長選挙に出馬し、返り咲きを目指した前市長の竹原を約3000票の大差で破り、再選された。
2018年12月23日執行の阿久根市長選挙に出馬し、返り咲きを目指した前市長の竹原を約1500票の差で破り、3選された。
2022年12月18日執行の阿久根市長選挙に出馬し、返り咲きを目指した前市長の竹原と新人の元市議2名の計3候補を破り、4選された。

## 阿久根市政混乱への対応
- 阿久根市長就任後、前市長の竹原信一による専決処分について、違法性の高いものは見直す意向を示し[9]、就任当日、辞意を表明していた副市長の仙波敏郎（竹原の専決処分により選任）を解任した[10]。
- 仙波副市長の推薦により、阿久根市役所総務課長兼選挙管理委員会事務局長に就任した元群馬県警警部補の大河原宗平について、条件付き採用期間中のため正式採用をしない方針を示したうえで[15]、決裁権のないポストである市民環境課参事に異動させて事実上更迭し（その後、市教育委員会参事（学校給食センター給食費収納対策担当）に異動）、その後任に、竹原前市長が初当選した2008年当時の総務課長を復帰させた[16]。
- 市役所内に竹原前市長が掲示した、市役所の人件費に関する張り紙を剥がし、竹原により懲戒免職処分を受けた元市民環境課係長を、総務課主幹（課長補佐級）に起用した（2010年8月に復職し、副市長付主幹兼行政改革推進担当係長に着任していた[17]）[16]。
- 2011年の阿久根市長選に立候補した際の選挙公約で、「4年間で15%の職員給与削減」を掲げていたが、当選後、竹原前市長が専決処分で決定した市職員のボーナス50%削減を撤回する意向を表明。告示直前の討議資料では「職員給与の削減は、ボーナスがカットされた総支給額をベースに、さらに4年間で15%カットを目指す」と記載していたため、「公約違反ではないか」との批判が上がった[18]。
- 阿久根市長就任当日、竹原前市長の指示により市長室のガラス戸に貼られていた目隠し用のシートを剥がした[19]。
- 竹原前市長の下での市政に対しては批判的であるが、「市民全員が市政のことを考えるようになった。そういう機会を与えた」との評価も述べている[4]。